# Ictinia mississippiensis
Ictinia mississippiensis là một loài chim trong họ Accipitridae.